# Thomas Lang
Thomas Lang (ur. 5 sierpnia 1967 w Wiedniu) – austriacki producent muzyczny, muzyk i multiinstrumentalista, znany głównie jako perkusista, muzyk sesyjny oraz instruktor. Lang współpracował z takimi wykonawcami jak Geri Halliwell, Robbie Williams, John Wetton, B*Witched, Bonnie Tyler, Billy Liesegang, The Clash, Falco, Steve Hackett, Nik Kershaw, Robert Fripp, Gianna Nannini, Lighthouse Family, Boyzone, Ronan Keating, Westlife, Kylie Minogue, Asia, Robert Trujillo, Ian Dury, The Blockheads, Cathy O’Meara, Save The Robots oraz The Vienna Art Orchestra.
W 2009 wystąpił w Polsce w ramach XVIII Międzynarodowego Festiwalu Perkusyjnego. Zagrał wtedy z Wojtkiem Pilichowskim, Markiem Raduli i Kamilem Barańskim.
W 2010 roku wraz z gitarzystą Shane’em Gibsonem znanym ze współpracy z grupą Korn powołał zespół StOrk. Debiutancki album projektu zatytułowany StOrk ukazał się 11 stycznia 2011 roku. W 2011 roku brał udział w przesłuchaniach na stanowisko perkusisty w amerykańskim zespole progmetalowym Dream Theater.
Muzyk jest endorserem takich firm jak: DW, Meinl, Gibraltar, Remo, Latin Percussion, Vic Firth, Roland oraz AKG Acoustics.

## Wybrana dyskografia
- Etta Scollo – Io Vivrò (1991, EMI Music Italy)
- Morak – Herzstillstand (1993, Polydor)
- Thomas Lang – Mediator (1995, Koch)
- John Wetton – Arkangel (1997, Renaissance Records)
- Keilerkopf – Keilerkopf (1998, Universal Music)
- Falco – Symphonic (2008, Sony BMG)
- Thomas Lang – Something Along Those Lines (2007, Muso Entertainment)
- StOrk – StOrk (2011, Muso Entertainment)

## Wybrana wideografia
- Thomas Lang – Creative Control (2004, DVD, Hudson Music)
- Thomas Lang – Creative Coordination & Advanced Foot Technique (2006, DVD, Hudson Music)

## Podręczniki instruktażowe
- 2006, Lang, Thomas, Creative Coordination & Advanced Foot Technique ISBN 978-1-4234-5078-8, Wydawnictwo: Hudson Music
- 2007, Lang, Thomas, Creative Control ISBN 978-1-4234-3386-6, Wydawnictwo: Hudson Music

## Filmografia
- Morgan Agren's Conundrum: A Percussive Misadventure (2013, film dokumentalny, reżyseria: Carl Millard King)